# Карпов, Алексей Юрьевич
Алексей Юрьевич Карпов (род. 5 мая 1960, Москва) — российский писатель. Редактор издательства «Молодая гвардия». Член Союза писателей России. Имеет историческое образование, пишет работы на исторические темы. Ученик историка А. Г. Кузьмина.

## Биография
Родился 5 мая 1960 года в Москве.
В 1982 году окончил исторический факультет Московского государственного педагогического института имени Ленина. Около 5 лет работал учителем истории и обществоведения в средней школе.
В 1987 году устроился редактором в издательство «Молодая гвардия». Начал печататься с 1990 года.
Получил известность благодаря так называемой «православной трилогии», куда входят книги о княгине Ольге, Ярославе Мудром и Владимире Святом.
В настоящее время живёт и работает в Москве.

## Труды
Написал более 100 исторических работ, включая жизнеописания князей домонгольской Руси, охватывающих три с половиной века русской истории.
Книги
- Карпов А. Ю. Великий князь Александр Невский / Сост. и авт. текста А. Ю. Карпов. — М.: Русский Мир, 2002. — 384, [32] с. — (Русский мир в лицах). — ISBN 5-89577-048-7.
- Карпов А. Ю. Владимир Святой. — (2-е изд., испр. и доп.). — М.: Молодая гвардия, 2004. — 454, [32] с. — (Жизнь замечательных людей: Сер. биогр.; Вып. 1114 (914)). — ISBN 5-235-02742-6.
- Карпов А. Ю. Ярослав Мудрый. — (2-е изд., испр. и доп.). — М.: Молодая гвардия, 2005. — 584, [32] с. — (Жизнь замечательных людей: Сер. биогр.; Вып. 1148 (948)). — 5000 экз. — ISBN 5-235-02831-7.
- Карпов А. Ю. Сказания русской летописи для юных. — М.: Б.С.Г.-Пресс, 2005. — 640 с. — ISBN 5-93381-197-1.
- Карпов А. Ю. Юрий Долгорукий. — 2-е изд., испр. — М.: Молодая гвардия, 2007. — 432 с. — (Жизнь замечательных людей: Сер. биогр.; Вып. 1253 (1053)). — ISBN 978-5-235-03016-9.
- Карпов А. Ю. Москва державная: Хроника год за годом. — М.: Вече, 2007. — 416 с. — ISBN 978-5-9533-1926-3.
- Карпов А. Ю. Княгиня Ольга. — М.: Молодая гвардия, 2009. — 376, [32] с. — (Жизнь замечательных людей: Сер. биогр.; Вып. 1372 (1172)). — ISBN 978-5-235-03213-2.
- Карпов А. Ю. Сказания русской летописи / В пересказе Алексея Карпова. — М.: Молодая гвардия, 2009. — 464, [32] с. — ISBN 978-5-235-03224-8.
- Карпов А. Ю. Великий князь Александр Невский. — М.: Молодая гвардия, 2010. — 329, [16] с. — (Жизнь замечательных людей. Малая серия; Вып. 5). — 3000 экз. — ISBN 978-5-235-03312-2.
- Карпов А. Ю. Батый. — М.: Молодая гвардия, 2011. — 348, [16] с. — (Жизнь замечательных людей: Сер. биогр.; Вып. 1515 (1315)). — ISBN 978-5-235-03450-1.
- Карпов А. Ю. Православные святые и чудотворцы. — М.: Вече, 2013. — 272 с. — ISBN 978-5-9533-5478-3.
- Карпов А. Ю. Андрей Боголюбский. — М.: Молодая гвардия, 2014. — 464, [32] с. — (Жизнь замечательных людей: Сер. биогр.; Вып. 1653 (1453)). — 7000 экз. — ISBN 978-5-235-03677-2.
- Карпов А. Ю. Исследования по истории домонгольской Руси : сборник статей. — М.: Квадрига, 2014. — 396 с. — (Исторические исследования). — 600 экз. — ISBN 978-5-91791-023-9.
- Карпов А. Ю. Великий князь Владимир Мономах. — М.: Молодая гвардия, 2015. — 384, [2], [16] с. — (Жизнь замечательных людей. Малая серия; Вып. 74). — ISBN 978-5-235-03755-7.
- Карпов А. Ю. Русская Церковь X—XIII вв.: Биографический словарь. — М.: Квадрига, 2016. — 472 с. — (Исторические исследования). — 600 экз. — ISBN 978-5-91791-200-4.
  - Карпов А. Ю. Русская Церковь X—XIII вв.: Биографический словарь. — 2-е изд., испр. и доп. — М.: Квадрига, 2019. — 472 с. — (Исторические исследования). — ISBN 978-5-91791-339-1.
- Карпов А. Ю. Всеволод Большое Гнездо. — М.: Молодая гвардия, 2019. — 432 с. — (Жизнь замечательных людей: Сер. биогр.; Вып. 1798). — ISBN 978-5-235-04314-5.

## Награды
- «Александр Невский» (2005) — за книгу «Великий князь Александр Невский»;
- Национальная премия «Имперская культура» имени Эдуарда Володина (2014) — за книгу «Великий князь Александр Невский»;
- Лауреат IX конкурса «Просвещение через книгу» (2014) — диплом I степени в номинации «Лучшая духовно-патриотическая книга» за книгу «Андрей Боголюбский»[4];
- Патриаршая литературная премия (2016) — «за значительный вклад в развитие русской литературы»[5].